# Plemstvo
Plémstvo je družbeni sloj, ki uživa podedovane ali podeljene pravice in privilegije. Poznamo nižje in višje plemstvo, posvetno in cerkveno, staro in novo, vojaško in uradniško plemstvo. Plemstvo praviloma predstavlja del aristokracije. Plemiški naziv je bilo, poleg dedovanja, v glavnem mogoče pridobiti z:
- izrednimi vojnimi sposobnosti ali močjo (viteštvo, samuraji)
- ekonomske moči
- zaslug za državo in vladarja

V Evropi je plemstvo doživelo svoj vrhunec od srednjega veka vse do poznega 18. stoletja. Z razvojem meščanstva, predvsem pa po francoski revoluciji, je plemstvo zgubilo staro veljavo, čeprav v nekaterih evropskih državah ohranja veljavo, predvsem pa položaj v družbi (najboljši primer je Združeno kraljestvo).
Pripadnik plemstva se imenuje plemič. Ženska oblika tega imena je plemkinja.